# 木下昌直
木下昌直（生年不詳—1610年6月4日）是日本戰國時代至江戶時代初期於肥前國的武將。龍造寺氏家臣。父親（一說是養父）是木下覺順（伊予守）（京都出身）。

## 生平
生年不詳。仕於龍造寺隆信，並於其重臣鍋島直茂麾下。永祿5年（1562年），在攻略梶峰城時從軍，殺死敵將內田治部少輔。天正6年（1578年），在攻撃梅尾城的小代氏時，為舊識小代親忠的降伏作仲介。
天正12年3月24日（1584年5月4日），在島原半島與島津氏的戰鬥中，加入直茂等人率領的別働隊。不過本隊被島津軍攻撃而崩潰，隆信和諸多主要武將相繼戰死。與北島治部丞一同向直茂報告隆信戰死的消息後，擔任開始撤退的鍋島隊殿軍，持續奮戰（沖田畷之戰）。此後，前往直茂的部將下村生運等人所守的大野城，與守將們一同返回國內（『九州治亂記』（『北肥戰誌』））。
文祿元年（1592年），在文祿之役中，跟隨直茂渡海。此後出家，號生安。在慶長15年4月13日（1610年6月4日）死去。

## 子孫
兒子四郎兵衛仕於繼承龍造寺家的鍋島氏，子孫成為佐賀藩藩士。

## 人物
- 被後世列為「龍造寺四天王」之一，在四天王中，唯一於沖田畷之戰後生還。因為並非隆信的直臣，與其餘的四天王不同。